# Valeria Márquez
Valeria Márquez   (Guadalajara, 14 de febrer de 2002 - Zapopan, 13 de maig de 2025) va ser una model, emprenedora i creadora de contingut digital mexicana. Va obtenir reconeixement a les xarxes socials a través de les seves publicacions orientades al seu estil de vida i, més endavant, va obrir un saló de bellesa a la ciutat de Zapopan. Va ser assassinada a trets per un fan mentre emetia una transmissió en directe a la seva perruqueria.

## Biografia
Márquez era coneguda pel seu interès en el disseny d'interiors, la música pop llatina i els viatges nacionals. Va estudiar odontologia —abans de dedicar-se a la cosmetologia—, ja que volia ser dentista, una professió que pensava (en els darrers mesos de vida) tornar a emprendre i acabar els seus estudis en aquest sentit, que descrivia com la seva «vocació». Va expressar el seu desig de casar-se diverses vegades.
Estava fent una emissió en viu quan va entrar un repartidor desconegut que portava una màscara. Va rebre dos regals inesperats, un peluix i un cafè Starbucks i, posteriorment, va ser vícitima de tres trets, un al pit, un altre al tòrax i l'últim al cap, que van acabar amb la vida de la jove.